# 浅川梨奈
浅川 梨奈（あさかわ なな、1999年4月3日 - ）は、日本の女優、グラビアアイドル。女性アイドルグループ・SUPER☆GiRLSの元メンバー。
埼玉県出身。エイベックス・マネジメント所属。

## 略歴

### アイドル活動開始
小学生の頃からSUPER☆GiRLSやAKB48などのアイドルが好きで、『avex アイドルオーディション2012』に応募し、2012年5月19日に開催された最終選考での合格を経て、iDOL Streetのデビュー候補生であるストリート生に3期生として加入する。同年6月12日、『SUPER☆GiRLS生誕2周年記念SP & アイドルストリートカーニバル2012』でストリート生内のチーム「e-Street TOKYO」のメンバーとして初披露された。オーディションに応募したきっかけについては、「大好きなスパガさんと一緒にライブとか出てみたぃなーって思ったんですっ」と語っている。
同年12月25日、iDOL Street第3弾グループ「GEM」のスターティングメンバーに選抜されたことが発表された。それ以降、GEMの正式メンバーが決定するまでは、GEMスターティングメンバーとしての活動とストリート生としての活動を並行して行う。だが、2013年6月11日に開催された『SUPER☆GiRLS 生誕3周年記念SP アイドルストリートカーニバル 日本武道館 〜超絶少女たちの挑戦2013〜』のステージ上で発表されたGEMの正式メンバーからは落選した。その後はストリート生としての活動に専念し、フィアスホームのCMに出演する、静岡朝日テレビの情報番組『ピンクス』のイメージキャラクター「2代目コピンク」に選ばれるといった、個人としての活動の幅を広げていった。

### SUPER☆GiRLS加入
2013年12月22日に開催された『iDOL Street Carnival 2013 WINTER X'mas Special 〜これが私のアイドル道〜』に出演し、2014年2月23日にSUPER☆GiRLSの新メンバーとして加入することが発表された。この人事についてiDOL Streetの統括プロデューサーである樋口竜雄は「GEMのスターティングメンバーを試していた期間だったんですよね。浅川もその中にいたんですけど、試していく中で浅川はやっぱりスパガなんじゃないかなって思い始めて……。それで、武道館の時にGEMのメンバーを決定して、それでそこから外れてしまった浅川がスパガになっていくっていうストーリーをイメージしたのがその辺りの時期ですね。」と語っている。2014年1月26日開催の『ストリーーーーーグ2 FINAL 閉会式スペシャル』をもってストリート生としての活動を終了し、同年2月23日開催の『SUPER☆GiRLS LIVE 2014 〜超絶革命〜 atパシフィコ横浜国立大ホール』でSUPER☆GiRLSの"第2章"メンバーとして初お披露目された。
2018年10月1日発売の『週刊ヤングマガジン』およびSUPER☆GiRLS公式サイトにおいて、グループから卒業することを発表。2019年1月11日開催の『SUPER☆GiRLS 超LIVE 2019 〜新たなる道へ〜』をもって卒業した。

### グラビアアイドルとして
グループ活動のかたわら個人活動の幅をさらに広げ、2015年6月に発売された『週刊プレイボーイ』27号では本格的な水着グラビアに初挑戦。「1000年に1度の童顔巨乳」と話題になった。また、同年8月に発売された『週刊ヤングマガジン』39号では初登場ながら表紙・巻頭グラビア・巻末グラビアにすべて起用された。初登場にして誌面をジャックするのは、創刊以来初の出来事だった。
その後もSUPER☆GiRLS時代だけで『グラビアザテレビジョン』、『週刊ヤングマガジン』、『月刊ヤングマガジン』、『ヤングチャンピオン』、『ヤングアニマル』、『週刊少年チャンピオン』、『ヤングガンガン』、『別冊ヤングチャンピオン』、『ENTAME genic』、『週刊少年サンデー』、『ヤングアニマル嵐』、『週刊プレイボーイ』、『漫画アクション』、『週刊少年マガジン』、『グラビアザテレビジョンExtra』、『週刊ビッグコミックスピリッツ』、『週刊プレイボーイ グラビアスペシャル SUMMER 2017』、『ヤングキング』、『FLASH DIAMOND』、『FRIDAY』、『girls!』、『FRIDAY別冊ダイナマイト』、『ヤングキングBULL』に、単独で表紙+グラビアに起用されている。そして2017年3月には、2016年に発売された雑誌や電子雑誌で表紙を飾った回数が多かった女性が選ばれる『第3回 カバーガール大賞』の「コミック部門賞」を受賞した。2018年3月には『第4回 カバーガール大賞』の総合第3位にランクインして「コミック雑誌部門」「10代部門」の各賞も受賞、2019年3月には『第5回 カバーガール大賞』の総合第2位にランクインして「コミック雑誌部門賞」も受賞し、3連覇を果たした。
2017年1月には初写真集『なないろ』を発表。同写真集のテーマ「等身大」にかけた「リアル等身大バージョン」を同年3月に発売した。また、2018年4月には初のイメージ映像作品『お待たせしました！』を発売した。

### 女優として
2012年9月、SUPER☆GiRLS〜超絶☆歌劇団〜旗揚げ公演にストリート生から選抜されて出演。これが初舞台となり、本格的な女優業のはじまりである。翌2013年には早くも、1本の短編映画、2本のテレビドラマ、2本の舞台、1本のCMに出演している。
2014年、短編映画の初主演となる『鐘が鳴りし、少女達は銃を撃つ』に出演。2015年、テレビドラマの初主演となる『オキナワノコワイハナシ2015夏「アイドル」』に、舞台の初主演となる『座・花御代コンチェルト』に、それぞれ出演。2017年、長編映画の初主演となる『人狼ゲーム マッドランド』に出演。「同世代の人たちのお芝居に対する本気を肌で感じ、"お芝居でぶつかるって楽しいな"と刺激を受けて。女優を本気でやりたいという意思が固まった。」と話している。
2019年には『日経エンタテインメント!』（11月号）で発表された「2019年映画&連ドラ出演・主演数ランキング」と「20代以下女優主演数ランキング」で第1位に輝いた。

## 受賞歴
- 『第3回 カバーガール大賞』コミック部門賞（2017年）[3]
- 『TrenVeアワード2017』演技部門グランプリ（2017年）[28]
- 『第4回 カバーガール大賞』コミック雑誌部門賞、10代部門賞（2018年）[4]
- 『ベストフンドシストアワード2018』（2019年）[29]
- 『第5回 カバーガール大賞』コミック雑誌部門賞（2019年）[5]

## 人物
SUPER☆GiRLSでのイメージカラー（超絶カラー）はミントグリーン。公式ニックネームは「なぁぽん」。キャッチコピーは「アイスト1のアイドルヲタク! 私の辞書に沈黙の文字はないのだーっ！」だった。名前の「梨奈」を「りな」と読み間違えられることが多いため、改名したい悩みを持っているという。
趣味は、少女漫画を読むこと、インドカレー屋巡り、ゲーム、2次元など。休日は家にこもって一日中ゲームをしたり、漫画を読んだり、録画していたアニメを見て過ごすこともあるという。少女漫画は1か月で68冊も買ったことがあり、「少女漫画ソムリエ」を自称するほど好き。ドラマ版『咲-Saki-』で原村和を演じた際には、原作漫画の読者である浅川自身が同役の特徴である巨乳を強調するために制服をきつく、本作の「はいてない」を表現するためにスカートを短くしてもらって役作りに挑んだことを、キャストコメントにて明かしている。また、原作漫画・アニメ版ともに好きだという『かぐや様は告らせたい〜天才たちの恋愛頭脳戦〜』の映画版で藤原千花を演じた際には、アニメ版で小原好美が演じた同役の声色や話し方なども意識して役作りをしたという。
かつての趣味はアイドル研究で、特に中野風女シスターズ（風男塾）、PASSPO☆、高橋みなみ（元AKB48）が好きだった。また、同じ埼玉県出身の根岸愛（元PASSPO☆）や、廣田あいか（元私立恵比寿中学）などと交流があると発言していた。この趣味を活かして「アイドルヲタクのアイドル」として、TBSテレビ『有田チルドレン』（2015年8月25日放送）や日本テレビ『ナカイの窓』（2016年5月18日放送）に出演し、自身の好きなアイドルについて語ったり、ヲタ芸を披露したりしている。2017年2月に放送されたフジテレビ『プレミアの巣窟』で、今後の仕事への影響を考慮して"ヲタ芸収め"をした。
憧れの女優は戸田恵梨香で、目で伝える表現力に憧れているという。また、同年代で共演経験のある浜辺美波や平祐奈から刺激を受けているという。
自他ともに認める「変わり者」とのこと。16歳の時に原付免許の試験を4回続けて落ちた経験もあるが、23歳の時には普通自動車免許をストレートで取得している。

## 作品

### 参加楽曲
- 『コピンクス!メロディーズ2〜focalize〜』収録（2014年10月8日、スペースシャワーネットワーク）
  - コピンク*feat.浅川梨奈「ティアラの条件」 - 「コピンクス!」2014年テーマ曲
  - コピンク*feat.浅川梨奈「スーパースター」 - 「コピンクス!」2014年テーマ曲
  - コピンク*feat.浅川梨奈「カリーナノッテ ARIETE」
- 清澄高校麻雀部「きみにワルツ/NO MORE CRY」（2017年2月1日（2016年12月4日先行配信）、A-Sketch） - 「咲-Saki-」テーマ曲[48]
- 妖ベックス連合軍「ハロ・クリダンス」（2017年9月27日、エイベックス・ミュージック・クリエイティヴ） - アニメ「妖怪ウォッチ」エンディングテーマ曲

### 映像作品
- お待たせしました！（2018年4月27日、リバプール）
- アザカワ！（2018年10月5日、リバプール）

## 出演

### 映画

#### 短編映画
- 「girling」〜short movie hanagirl〜（2013年8月24日、Réfectoire lepetitmec） - 「大人の文化祭」で上映[49]（映像 - YouTube）
- 鐘が鳴りし、少女達は銃を撃つ（2014年3月2日、つくばテレビ、アリスインプロジェクト） - 主演・ヒナタ 役[25]（『ゆうばり国際ファンタスティック映画祭2014』出品作品）[50]

#### 長編映画
- 14の夜（2016年12月24日、SPOTTED PRODUCTIONS） - 西野メグミ 役[51][52]
- 咲-Saki- - 原村和 役
  - 咲-Saki-（2017年2月3日、プレシディオ）[53]
  - 咲-Saki-阿知賀編 episode of side-A（2018年1月20日、ティ・ジョイ） [54]
- 人狼ゲーム マッドランド（2017年7月15日、AMGエンタテインメント） - 主演・小池萌 役[55]
- 恋と嘘（2017年10月14日、ショウゲート） - 小夏 役[56]
- honey（2018年3月31日、東映、ショウゲート） - 西垣雅 役[57]
- トウキョウ・リビング・デッド・アイドル（2018年6月9日（同年3月17日ワールドプレミア上映）、トリプルアップ） - 主演・神谷ミク 役[58]（『ゆうばり国際ファンタスティック映画祭2018』出品作品）[59]
- 劇場版 リケ恋〜理系が恋に落ちたので証明してみた。〜（2019年2月1日、エクセレントフィルムズ） - 主演・氷室菖蒲 役
- Back Street Girls ゴクドルズ（2019年2月8日、東映） - 山城麗華 役
- 血まみれスケバンチェーンソーRED「前編 ネロの復讐」 / 「後編 ギーコの覚醒」（2019年2月22日、VAP） - 主演・鋸村ギーコ 役[60][61]
- クロガラス2（2019年3月30日、エイベックス・ピクチャーズ） - 千鶴 役
- 映画 としまえん（2019年5月10日、東映ビデオ） - 横峰千秋 役[62]
- 黒い乙女Q / 黒い乙女A（2019年5月31日 / 8月16日、AMGエンタテインメント） - 主演・芽衣 役[63]
- かぐや様は告らせたい〜天才たちの恋愛頭脳戦〜（東宝） - 藤原千花 役
  - かぐや様は告らせたい〜天才たちの恋愛頭脳戦〜（2019年9月6日）[64]
  - かぐや様は告らせたい〜天才たちの恋愛頭脳戦〜ファイナル（2021年8月20日）[65][66]
- 胸が鳴るのは君のせい（2021年6月4日、東映） - 真野梨々子 役[67]
- KAPPEI カッペイ（2022年3月18日、東宝） - 新井久美子 役[68]
- おとななじみ（2023年5月12日、東映） - 小戸森美桜 役[69]
- 映画 おいハンサム!!（2024年6月21日、東宝） - 美緒 役[70]
- 赤羽骨子のボディガード（2024年8月2日、松竹） - β（ベータ） 役[71]
- フェイクアウト（2025年6月20日、ギグリーボックス） - 高島由衣 役[72]
- 49日の真実（2025年7月18日） - 主演・高橋まどか 役[73][74]

### テレビ

#### テレビドラマ
- ビブリア古書堂の事件手帖 第5話（2013年2月11日、フジテレビ）[75]
- 幽かな彼女（2013年4月9日 - 6月18日、関西テレビ）- 東川奈々子 役[76]
- オキナワノコワイハナシ2015夏「アイドル」（2015年8月5日、琉球放送） - 主演[77]
- 咲-Saki-（MBS・TBS系） - 原村和 役
  - 咲-Saki-（2016年12月5日 - 26日）[53]
    - 特別編（2017年1月8日）

  - 咲-Saki-阿知賀編 episode of side-A（2017年12月3日 - 24日）[54]
    - 特別編（2018年1月7日）
- &美少女 NEXT GIRL meets Tokyo「meets6 原宿×PM1:00 &浅川梨奈」（2017年6月1日、フジテレビ） - 主演・原口加奈美 役[78]
- ファイブ（2017年7月4日 - 8月22日、フジテレビ） - ヒロイン・麻生ひな 役[79]
- さくらの親子丼 第1話・第2話・第7話（2017年10月7日・14日・11月18日、東海テレビ・フジテレビ系列） - 佐伯風花 役[80]
- リケ恋〜理系が恋に落ちたので証明してみた。〜（2018年9月1日 - 22日、テレ玉） - 主演・氷室菖蒲 役
- 4週連続スペシャル スーパー戦隊最強バトル!!（2019年2月17日 - 3月10日、EX） - リタ 役[81]
- チャンネル5.5「ゼブラ」（2019年2月22日 - 3月15日、CBC） - 早川美晴 役[注 30][82]
- SEDAI WARS（2020年1月6日 - 2月17日、MBS / 1月8日 - 2月19日、TBS） - 西條萌 役[83][84]
- 100文字アイデアをドラマにした!「彼女は『好き』が言えない 〜浅川梨奈編〜」（2020年1月7日・14日、TX） - 主演[85]
- 女子高生の無駄づかい（2020年1月24日 - 3月6日、EX） - マジメ（一奏）役[86]
- 駐在刑事（2020年2月21日、TX） - 桐山天舞音（あまね）役[87]
- 年下彼氏 第4話「論理的な彼女」（2020年4月19日、ABC・EX系列） - ヒロイン・佐伯香織 役[88]
- 親バカ青春白書 第4話（2020年8月23日、日本テレビ） - 女子大生 役[89]
- 僕らは恋がヘタすぎる（2020年10月25日 - 12月6日、ABC） - 片山みずき 役[90]
- 逃げるは恥だが役に立つ ガンバレ人類！新春スペシャル!!（2021年1月2日、TBS） - 深澤未来 役[91]
- オリバーな犬、 (Gosh!!) このヤロウ（NHK総合） - 青葉一平の妹 役
  - シーズン1（2021年9月17日 - 10月1日）[92]
  - シーズン2（2022年9月20日 - 10月4日） [93]
- 志村けんとドリフの大爆笑物語（2021年12月27日、フジテレビ） - CM撮影コントの新人タレント 役[94]
- ハレ婚。（2022年1月16日 - 3月13日、ABC） - 伊達まどか 役[95]
- 福岡恋愛白書17「おはようマドンナ」（2022年3月18日、九州朝日放送） - ヒロイン・吉田夏希 役[96]
- ワンナイト・モーニング 第3話「そうめん」（2022年8月19日、WOWOW） - 主演・鬼ヶ島萌 役（栁俊太郎とダブル主演）[97]
- 親愛なる僕へ殺意をこめて（2022年10月5日 - 11月30日、フジテレビ） - 畑葉子 役[98]
- 大病院占拠（2023年1月14日 - 3月18日、日本テレビ） - 桃鬼 / 常陸亜理紗 役[99]
- 合理的にあり得ない〜探偵・上水流涼子の解明〜 第7話（2023年5月29日、関西テレビ・フジテレビ系列） - 岡田美沙 役[100]
- 帰ってきたらいっぱいして。（2023年10月20日 - 12月22日、読売テレビ） - 主演・福永朱音 役（小島健とダブル主演）[101]
- となりのナースエイド 第3話（2024年1月24日、日本テレビ） - 伊織 役[102]
- 離婚しない男-サレ夫と悪嫁の騙し愛- 第6話 - 第8話（2024年2月24日 - 3月9日、EX） - 梅比良梓 役[103][104]
- 95（2024年4月8日 - 6月10日、TX） - 芹沢加奈 役[105]
- どうか私より不幸でいて下さい（2024年7月10日 - 9月25日、日本テレビ） - 主演・相原（名取 → 武藤）志保 役（吉谷彩子とダブル主演）[106]
- 降り積もれ孤独な死よ 第8話（2024年8月25日、読売テレビ・日本テレビ系列） - 東野梓 役[107]
- 連続テレビ小説 おむすび（2024年12月25日 - 2025年3月28日、NHK） - ムータン 役
- あらばしり 第1話（2025年1月10日、読売テレビ） - 鶴田ゆり 役

#### その他のテレビ番組
- Cheeky Parade独占密着〜アイドル前線行進中!（2013年5月20日、TBSチャンネル1）
- コピンクス!ストーリーズ（2013年10月26日・12月21日、静岡朝日テレビ） - ナナ 役（声優）[108]
- ストリーーーーーーグ!〜バレンタイン大作戦〜（2015年2月1日、BS-TBS） - ナレーション
- ピンクス〜PINK!SS〜（2015年3月28日 - 2017年10月21日、静岡朝日テレビ） - 番組プレゼンター
- コピンクス! 2020（2017年10月10日 - 終了日不詳、静岡朝日テレビ） - ナナ 役（声優）
- ヤングラップバトル 〜Bring the Beat!〜（2018年9月28日、NHK総合） - MC
- ビットワールド（2021年7月9日 - 、NHK Eテレ） - ナナ 役、タマロ 役（声優）[109]
  - 番組内コーナー「ゴースタグラマー ナーナ」（2023年2月 - ） - ナーナ役[110][111]
  - 番組内コーナー「スパイロック」（2024年度3月 - ） - ナージャ役

### ネット配信

#### 映画・ドラマ
- &美少女 NEXT GIRL meets Tokyo「meets6 原宿×PM1:00 &浅川梨奈」（2017年5月10日、フジテレビオンデマンド） - 主演・原口加奈美 役
- ファイブ（2017年6月30日 - 8月17日、フジテレビオンデマンド） - ヒロイン・麻生ひな 役
- 『まだ結婚できない男』チェインストーリー #3.5「戸波早紀の、燃える情熱」（2019年10月22日、GYAO!） - 明日香 役
- 短編映画 SHE IS SUMMER『嬉しくなっちゃって』（2019年12月27日、YouTube） - 主演・睦 役[112]（映像 - YouTube）
- 『素顔』第1話「過去を知る女」（2020年8月21日、Vimeo） - ヒロイン・マネキン 役[113]
- 快感インストール（2020年12月4日 - 25日、dTV） - ヒロイン・ノゾミ 役[114]
- かぐや様は告らせたい〜天才たちの恋愛頭脳戦〜 ミニ（2021年6月1日、Amazonプライム・ビデオ） - 藤原千花 役
- 悪魔とラブソング（2021年6月19日、Hulu） - 主演・可愛マリア 役[115]
- GOSSIP BOX（2021年9月24日、YouTube） - 田中あい 役[116]
- 可愛くなったらさようなら（2022年5月9日 、VISION）[117]

#### その他のネット配信
- 映画「咲-Saki-」公開&きみにワルツ発売記念！清澄高校麻雀部〜嶺上開花〜（2017年1月25日、ニコニコ生放送） - 浜辺美波、廣田あいか（私立恵比寿中学）と共演
- 浅川梨奈、次に来るアイドルを探す（2017年3月15日、ニコニコ生放送）
- なな星レストラン（2017年3月16日、ピンクスCHANNEL、Sun Set TV）
- SUPER☆GiRLS浅川梨奈×宇野常寛【特別対談】「アイドルの作法とアイドルブームのゆくえ」（2017年7月18日、ニコニコ生放送）
- 高見と浅川のデレニヤな月刊ドルネク（2017年11月22日 - 12月27日、U-NEXT）

### ラジオ
- 清澄高校麻雀部のオールナイトニッポンR〜映画『咲-Saki-』スペシャル〜（2017年2月5日(4日深夜)、ニッポン放送） - 浜辺美波、廣田あいか（私立恵比寿中学）と共演
- ラップが僕らのメッセージ〜フリースタイルラップ・サイファーと言う武器〜（2017年8月19日・2018年3月18日、NHK-FM） - MC
- ミュ〜コミ+プラス（2018年11月7日 - 28日、ニッポン放送） - 水曜日マンスリーアシスタント
- A&Gリクエストアワー 阿澄佳奈のキミまち!（2019年4月27日 - 2021年9月25日、文化放送） - アシスタント（青木佑磨と週替わりで担当）[118]

### CM
- フィアスホーム
  - 「大事なもの」篇（2013年4月15日 - ）[12]
  - 「大事なものパパ」篇・「大事なものママ」篇（2014年4月30日 - ）（映像 - YouTube・映像 - YouTube）
- ユニバーサル・スタジオ・ジャパン「ユニバーサル・クールジャパン 2017／名探偵コナン・ザ・エスケープ」篇（2016年12月22日 - ）[119]
- スクウェア・エニックス『マンガUP!』「名セリフ」篇・「お部屋デート」篇（2017年11月18日 - ）[120]（映像 - YouTube・映像 - YouTube）
- ディースリー・パブリッシャー『地球防衛軍5』（2017年12月1日 - ）[121]（映像 - YouTube）
- gl-games『放置少女〜百花繚乱の萌姫たち〜』「変身して」篇（2018年3月20日 - ）[122]（映像 - YouTube）
- サントリー『ペプシJコーラ』（2018年4月） - Web CM
- SoftBank 「助けて！パワフルルーターZ」篇（2019年3月29日 - ） - Web CM（映像 - YouTube）

### MV
- 門脇更紗「私にして」（2022年6月）（映像 - YouTube）

### 舞台
- SUPER☆GiRLS〜超絶☆歌劇団〜
  - 旗揚げ公演『妄想GiRLS』（2012年9月15日 - 22日、東京タワーフットタウン）[24]
  - 2013年公演『SUPER☆WORLD 〜彼女達の冒険〜』（2013年11月2日・9日、DDD青山クロスシアター） - エンビー 役（日替わり）[123]
  - 2015年公演『SUPER☆WORLD RETURNS 〜彼女達の冒険〜』（2015年2月11日 - 15日、DDD青山クロスシアター） - 僧侶 役（△チーム）[124]
- アリスインプロジェクト『ダウト!国立公安女子高』（2012年10月25日 - 28日、博品館劇場） - 月組 モエ 役[125]
- W-Speak第7回公演『カンキン!?』（2013年7月11日 - 14日、赤坂元気劇場） - 福永あかり 役[126]
- Girls Street Theater 2015『座・花御代コンチェルト』（2015年11月6日 - 15日、CBGKシブゲキ!!） - 主演・楓 役（さくら組）
- 『「GANTZ：L」-ACT＆ACTION STAGE-』（2018年1月26日 - 2月4日、天王洲 銀河劇場） - ヒロイン・岸本恵 役[127]
- 『Zip&Candy』（2019年7月4日 - 14日、俳優座劇場） - 主演・ジップ / キャンディー 役（公演ごとに役変更）[128]
- 『チコちゃんに叱られる! on STAGE』（東京公演:2022年3月18日 - 21日、日本青年館ホール / 大阪公演:同年3月26日・27日、サンケイホールブリーゼ） - タイムパトロール ミライ 役[129]
- NHKラジオドラマ よみステージ 音楽劇『ブンとフン』（2023年6月15日 - 23日、よみうり大手町ホール[注 31]）- ブン 役[131]
- 舞台『きたやじ オン・ザ・ロード〜いざ、出立!!篇〜』（東京公演:2025年3月1日 - 16日予定、日本青年館ホール / 大阪公演:同年3月21日 - 23日予定、SkyシアターMBS）[132][133]
- 舞台「ビットワールド THE STAGE」（2025年7月4日 ・13日〈予定〉、サンシャイン劇場）[134][135]

### イベント
- 映画『鐘が鳴りし、少女達は銃を撃つ』上映会&トークショー（2014年3月2日、『ゆうばり国際ファンタスティック映画祭2014』会場 ホワイトロック／3月22日、AKIBAカルチャーズ劇場）
- ピンクス関連
  - ピンクス&コピンクス!トークライブ2014〜私のリバースデー〜（2014年3月13日、AKIBAカルチャーズ劇場）
  - ピンクス&コピンクス!スペシャルライブ2014〜嘘みたいな今日〜（2014年9月23日、静岡市清水文化会館）
  - 『コピンクス!メロディーズ2〜focalize〜』リリース記念イベント@秋葉原ソフマップ（2014年10月8日、アキバ☆ソフマップ1号店）
  - ピンクス&コピンクス!ラストライブ2016 MOMENT memories/memorize（2016年3月12日、ディファ有明） - MCも務める
- 映画『14の夜』関連
  - 「第29回東京国際映画祭」日本映画スプラッシュ『14の夜』舞台挨拶（2016年10月28日、TOHOシネマズ六本木ヒルズ）
  - 舞台挨拶（2016年12月24日、テアトル新宿／2017年4月26日、川越スカラ座）
  - 松本CINEMAセレクト上映会『14の夜』足立紳・浅川梨奈(SUPER☆GiRLS)アフタートークイベント（2017年1月27日、まつもと市民芸術館）
  - DVD発売記念トークショー（2017年7月11日、書泉ブックタワー）
- 映画『咲-Saki-』関連
  - 舞台挨拶（2017年1月18日、TOHOシネマズ日本橋／2月4日、TOHOシネマズ日本橋、TOHOシネマズ錦糸町／3月5日、シネマート新宿）
  - 「きみにワルツ」発売記念リリースイベント「清澄参上！きみにワルツ」（2017年2月4日、タワーレコード渋谷店）
- 映画『人狼ゲーム マッドランド』関連
  - 初日舞台挨拶（2017年7月15日、シネマート新宿）
  - DVD発売記念 浅川梨奈トーク&お渡し会（2017年9月30日、HMV & BOOKS TOKYO）
- UNIRAP 大学対抗 MC BATTLE 日本一決定戦（2017年9月8日、新宿ReNY） - MC
- 映画『恋と嘘』初日舞台挨拶（2017年10月14日、TOHOシネマズ新宿、TOHOシネマズ川崎）
- 映画『咲-Saki-阿知賀編 episode of side-A』舞台挨拶（2018年1月21日、梅田ブルク7、T・ジョイ京都）
- 映画『トウキョウ・リビング・デッド・アイドル』関連
  - 「ゆうばり国際ファンタスティック映画祭2018」舞台挨拶（2018年3月17日、ひまわり）
  - 完成披露上映（2018年5月28日、ユナイテッド･シネマ豊洲）
  - 初日舞台挨拶（2018年6月9日、イオンシネマ板橋、シネマート新宿、イオンシネマみなとみらい、渋谷HUMAXシネマ／同16日、シネマート心斎橋）
  - 「Scream Asia Film Festival 2018」舞台挨拶（2018年10月24日、シンガポール）
- 映画『honey』初日舞台挨拶（2018年3月31日、丸の内TOEI、新宿バルト9）
- 舞台『「GANTZ：L」-ACT＆ACTION STAGE-』DVD購入者対象イベント（2018年8月12日、県民共済みらいホール）
- 映画『劇場版 リケ恋〜理系が恋に落ちたので証明してみた。〜』関連
  - 理系が恋に落ちたので埼玉大学で証明してみた。in 埼玉大学むつめ祭（2018年11月25日、埼玉大学）
  - 完成披露上映（2019年1月17日、ユナイテッド・シネマ アクアシティお台場）
  - 舞台挨拶（2019年2月2日、シネリーブル池袋、ユナイテッド・シネマ浦和）
- 映画『血まみれスケバンチェーンソーRED』関連
  - 完成披露試写会（2019年2月14日、神楽座）
  - 初日舞台挨拶（2019年2月22日・23日、ユナイテッド・シネマ アクアシティお台場）
  - 舞台挨拶（2019年3月2日、ユナイテッド・シネマ アクアシティお台場）
- 『映画 としまえん』関連
  - 完成披露上映会（2019年4月17日、ユナイテッド・シネマとしまえん）[136]
  - 先行上映会（2019年5月2日、池袋HUMAXシネマズ）[137]
  - 初日舞台挨拶（2019年5月10日、ユナイテッド・シネマとしまえん）[138]
- 映画『黒い乙女Q』公開記念舞台挨拶（2019年6月1日、シネマート新宿）[139]
- 映画『かぐや様は告らせたい〜天才たちの恋愛頭脳戦〜』関連
  - 完成披露試写会（2019年8月7日、TOHOシネマズ日比谷）[140]
  - 初日舞台挨拶（2019年9月6日、TOHOシネマズ日比谷）[141]
- 映画『黒い乙女A』公開記念舞台挨拶（2019年8月17日、シネマート新宿）[142]
- 映画『かぐや様は告らせたい〜天才たちの恋愛頭脳戦〜ファイナル』関連
  - 完成披露試写会（2021年7月21日、豊洲PIT）[143]
  - 初日舞台挨拶（2021年8月20日、TOHOシネマズ六本木ヒルズ）[144]
  - 公開記念舞台挨拶（2021年8月21日、TOHOシネマズ六本木ヒルズ）
- 浅川梨奈 写真展「 - GR∞WTH - Photographed by 細野晋司」（2022年12月10日 - 18日、tokyoarts gallery）[145]

### イメージキャラクター
- フィアスホーム（2013年4月15日 - ）[146]
- 静岡朝日テレビ「ピンクス」「コピンクス!」イメージキャラクター"2代目コピンク"（2013年12月23日 - 2014年12月23日）[13]
- ヴィレッジヴァンガード「Girls In the Pocket」第1弾（2017年7月）[147]
- 講談社「ミスマガジン2018」スペシャル・アンバサダー（2018年）
- AkaraN「AGARISM」（2021年）[148]

## 書籍

### 写真集
- 浅川梨奈ファースト写真集『なないろ』（2017年1月25日、講談社）ISBN 978-4-06-365012-9[22]
- 浅川梨奈セカンド写真集『NANA』（2018年3月27日、講談社）ISBN 978-4-06-511225-0[149]
- a-books gravure 2018 （2018年8月3日、エイベックス・マネジメント/メディアパル）ISBN 978-4-8021-9218-7[150]
- 浅川梨奈3rd写真集『Re:Birth』（2019年9月26日、講談社）ISBN 978-4-06-517775-4[151]
- 浅川梨奈写真集『GR∞WTH <グロース>』（2022年6月29日、集英社）ISBN 978-4-08-790082-8[152]

### デジタル写真集
- デジタル週プレ写真集（集英社）
  - 浅川梨奈「始まり」（2015年12月14日）
  - 浅川梨奈「忘れられない冬に」（2016年4月1日）
  - 松永有紗/早乙女ゆう/浅川梨奈「2代目週プレ3姉妹 青春の1ページ」（2016年6月17日）
  - 浅川梨奈「アイドル」（2016年12月9日）
  - 松永有紗/早乙女ゆう/浅川梨奈「2代目週プレ3姉妹 日本一の富士3姉妹!」（2017年3月3日）
- FRIDAYデジタル写真集 浅川梨奈「夢みるEカップ」（2017年5月26日、講談社）
- FLASHデジタル写真集 浅川梨奈「SUPER☆BODY」（2017年7月28日、光文社）
- 週プレ PHOTO BOOK（集英社）
  - 浅川梨奈「浅川だってエロいのである。」（2017年9月8日）
  - 浅川梨奈「グラビア十景」（2018年8月24日）
- SPA! デジタル写真集 浅川梨奈（2017年10月3日、扶桑社）
- ヤンマガデジタル写真集（講談社）
  - 浅川梨奈「はじまりの16歳」（2017年12月15日）
  - 浅川梨奈「常夏の記憶」（2018年1月12日）
- ヤングチャンピオンデジグラ 浅川梨奈「vivid memories」（2018年6月1日、秋田書店）

### 新聞コラム
- 夕刊フジ「おつかれさま」（2012年12月20日、産業経済新聞社）
- アイドル横町新聞 あるあるCity瓦版「SUPER☆GiRLS 浅川梨奈 アイドルなのにアイドルオタク!?」（2014年4月号 - 終了時期不詳、日刊スポーツ新聞社） - 連載

### カレンダー
- アイドル×ビリヤード ポスターカレンダー2017（2016年、日本ビリヤード商工連合会）
- 浅川梨奈 2018年 カレンダー（2017年10月21日、トライエックス）[153]
- 浅川梨奈『06.12 - 06.12』CALENDAR＋miniPHOTOBOOK（2021年6月12日、わくわく製作所）[154]

### トレーディングカード
- 浅川梨奈 ファースト・トレーディングカード（2018年12月1日、ヒッツ）[155]